# Швезиг, Мануэла
Мануэла Шве́зиг (нем. Manuela Schwesig, урожд. Френцель, Frenzel; род. 23 мая 1974[…], Франкфурт-на-Одере, Франкфурт, ГДР) — немецкий государственный деятель, член Социал-демократической партии Германии; министр по делам семьи, пенсионеров, женщин и молодежи ФРГ в 2013—2017 годах. С 4 июля 2017 года — премьер-министр федеральной земли Мекленбург-Передняя Померания.

## Биография
Мануэла «Ману» Френцель родилась и выросла в ГДР, в Зеелове на территории бранденбургского района Меркиш-Одерланд. Отец был слесарем, мать — административным служащим. В 1990 году сыграла небольшую роль второго плана в молодёжном фильме DEFA «Запрещённая любовь». После окончания средней школы в 1992 году поступила на службу в налоговую администрацию земли Бранденбург. В 1995 году сдала экзамен на специалиста в области корпоративного финансирования в Бранденбургском университете прикладных наук в Кёнигс-Вустерхаузене.
В 2000 году перешла на работу в налоговую инспекцию Шверина, где работала налоговым следователем. С 2002 года работала в министерстве финансов земли Мекленбург-Передняя Померания советником налоговой инспекции по вопросам налогового управления, связей с общественностью и организации. С 1 октября 2008 находится в отпуске в качестве налогового инспектора земли Мекленбург-Передняя Померания.

## Личная жизнь
Проживает с мужем Стефаном Швезигом в Шверине, у них есть сын (2007 г.р.) и дочь (2016 г.р.).
В сентябре 2019 года было объявлено, что у неё диагностировали рак молочной железы. В связи с этим Швезиг ушла со всех федеральных постов 10 сентября 2019 года, но сохранила посты премьер-министра и лидера СДПГ Мекленбурга-Передней Померании. 12 мая 2020 года объявила, что хорошо перенесла лечение рака и выздоровела. С начала 2021 года ей пришлось на три недели лечь в реабилитационную клинику для долечивания.

## Участие в политике
Вступила в СДПГ в 29-летнем возрасте, затем была избрана в горсовет Шверина (2004—2008). Стала заместителем лидера партии и министром общественных дел и здравоохранения в федеральной земле Мекленбург-Передняя Померания (2008—2013).
Перед парламентскими выборами 2009 года была включена в состав социал-демократического теневого кабинета Франка-Вальтера Штайнмайера. В 2011 году вела от имени СДПГ переговоры с канцлером Ангелой Меркель и министром труда и общественных дел Урсулой фон дер Ляйен, отстояв повышение социальной защиты для безработных.
В 2013 году была главным переговорщиком социал-демократов в рабочей группе по вопросам семьи, женщин и равных возможностей при создании большой коалиции ХДС/ХСС и СДПГ. Вошла в третий кабинет Ангелы Меркель, став в возрасте 39 лет самым молодым министром правительства.
На съезде СДПГ в 2015 году получила 93 % голосов делегатов — лучший показатель из всего партийного руководства. Ей вместе с Томасом Опперманном поручили подготовку предвыборной программы партии для следующих федеральных выборов.
3 июня 2019 года после отставки Андреа Налес из-за низких результатов СДПГ на европейских выборах партию возглавило временное коллегиальное руководство в составе трёх заместителей председателя, в число которых вместе с Малу Драйер и Торстеном Шефер-Гюмбелем вошла Мануэла Швезиг (8 октября 2019 года она объявила об отставке с этого поста ввиду диагностирования у неё рака молочной железы).
Известна активной поддержкой проекта «Северный поток — 2» и противодействием санкциям США в связи с ним. Однако в феврале 2022 признала свою позицию ошибочной, осудив действия России на Украине.
14 апреля 2022 земельный парламент учредил комиссию по расследованию поведения правительства Швезиг в отношении трубопровода (голосами ХДС, СвДП и «зелёных»). Партнёры по коалиции из ХДС также назвали её «лоббистом Путина».

## Государственные должности
Депутат муниципалитета в Шверине от СДПГ (2004—2008), с октября 2007 по октябрь 2008 года была лидером депутатской группы.
6 октября 2008 года назначена министром по социальным вопросам и здравоохранению земли Мекленбург-Передняя Померания. С 30 июля 2009 года была членом экспертной группы кандидата в канцлеры от СДПГ Франка-Вальтера Штайнмайера на федеральных выборах 2009 года, отвечая за вопросы семьи и общественных дел.
На выборах в земле Мекленбург-Передняя Померания в 2011 году получила прямой мандат в одномандатном избирательном округе Шверина. 25 октября 2011 года была вновь назначена министром труда, вопросов равенства и социальных дел земельного правительства.

### Федеральный министр по делам семьи
27 мая 2013 года назначена в группу поддержки кандидата в канцлеры от СДПГ Пеера Штайнбрюка для участия в федеральной избирательной кампании 2013 года. Отвечала за вопросы женщин, семьи, развития восточных земель, демографии и интеграции.
С 17 декабря 2013 по 2 июня 2017 была федеральным министром по делам семьи, пожилых людей, женщин и молодёжи. В 2017 году публично поддерживала принятие Закона о прозрачности оплаты труда (так и не был принят).

### Премьер-министр земли Мекленбург-Передняя Померания
4 июля 2017 года была избрана премьер-министром земли Мекленбург-Передняя Померания большинством голосов красно-чёрной коалиции (СДПГ и ХДС). Она является пятым главой правительства с 1990 года и первой женщиной, занявшей этот пост. Она сменила Эрвина Зеллеринга, который ушёл в отставку по состоянию здоровья.
Её первый кабинет состоял из пяти министров от СДПГ и трёх министров от ХДС.
В марте 2021 года Пиратская партия сообщила, что Швезиг нарушила действующие правила поведения на период COVID-19 при проведении пресс-мероприятия в магазине (превышение численности посетителей). Однако Управление общественного порядка города Шверин отклонило это уведомление, поскольку, согласно постановлению федеральной земли, необходимо проводить различие между различными профессиональными группами, а служебная деятельность политиков не подпадает под коронавирусные ограничения.
На земельных выборах 2021 года смогла улучшить результат своей правящей коалиции на девять процентных пунктов до 39,6 % голосов. 15 ноября 2021 года она была переизбрана премьер-министром парламентом (41 из 79 голосов) и с тех пор возглавляет второй кабинет министров.